# Copelatus nodieri
Copelatus nodieri är en skalbaggsart som beskrevs av Régimbart 1895. Copelatus nodieri ingår i släktet Copelatus och familjen dykare. Inga underarter finns listade i Catalogue of Life.